# Comitato Olimpico Nicaraguense
Il Comitato Olimpico Nicaraguense (noto anche come Comité Olímpico Nicaragüense in spagnolo) è un'organizzazione sportiva nicaraguense, nata nel 1959 a Managua, Nicaragua.
Rappresenta questa nazione presso il Comitato Olimpico Internazionale (CIO) dal 1959 ed ha lo scopo di curare l'organizzazione ed il potenziamento dello sport in Nicaragua e, in particolare, la preparazione degli atleti nicaraguense, per consentire loro la partecipazione ai Giochi olimpici. L'associazione è, inoltre, membro dell'Organizzazione Sportiva Panamericana.
L'attuale presidente dell'organizzazione è Emmett Lang Salmeròn, mentre la carica di segretario generale è occupata da Frank Silva Urbina.